# Vicente de Valverde
Vicente de Valverde y Álvarez O.P. (Oropesa, Toledo, 1498 – Isla Puná, 1541) fue un noble y religioso español de la Orden de los Dominicos que participó en la colonización de América junto a su pariente Francisco Pizarro, predicando el Evangelio, y fue conocido por haber bautizado, entre otros, al emperador inca Atahualpa.
Fue el primer obispo del Cuzco, y por ello el de toda Sudamérica, por ser Cuzco el primer obispado creado en ella.

## Biografía
Nacido en la villa de Oropesa (actual provincia de Toledo) fue hijo de Francisco de Valverde y Pizarro, noble natural de Trujillo y pariente de Francisco Pizarro, y de Ana Álvarez de Vallegeda y Arévalo; descendiente de judíos coversos (su madre no fue hija de Fernando Álvarez de Toledo y Herrera, IV señor de Oropesa y Leonor de Zúñiga y Lara, hija de Álvaro Pérez de Zúñiga, I duque de Béjar y Arévalo, no existe ningún dato histórico ni registro de que el duque tuviera una hija llamada Ana María). Su hermano mayor fue Francisco de Valverde y Álvarez, que sirvió en las guerras de Nápoles a las órdenes de Gonzalo Fernández de Córdoba «el Gran Capitán», y posteriormente acompañó a Francisco Pizarro en la conquista del Perú, quedando allí establecido dando origen a una de las familias más importantes e influyentes en la historia de Perú.
En el año 1515 fue enviado a la Universidad de Salamanca, donde se encontraba en 1523 cuando ingresó en la Orden de los Dominicos, en el convento de San Esteban de la misma ciudad, profesando con votos solemnes al año siguiente, de manos del prior Juan Hurtado de Mendoza, confesor de Carlos I de España y arzobispo electo de Granada y Toledo. 
De inmediato pasó al colegio de San Gregorio, en Valladolid, cuyos estatutos juró el 17 de septiembre de 1524, donde estudió teología y tuvo como condiscípulo a Bartolomé de Carranza. Tuvo por maestros a Diego Astudillo y a Francisco de Vitoria, llegado de París y a quien escuchará los años 1524-1526. Allí también entró en contacto pleno con las ideas de Bartolomé de las Casas.

## Conquista del Perú y obispo del Cuzco

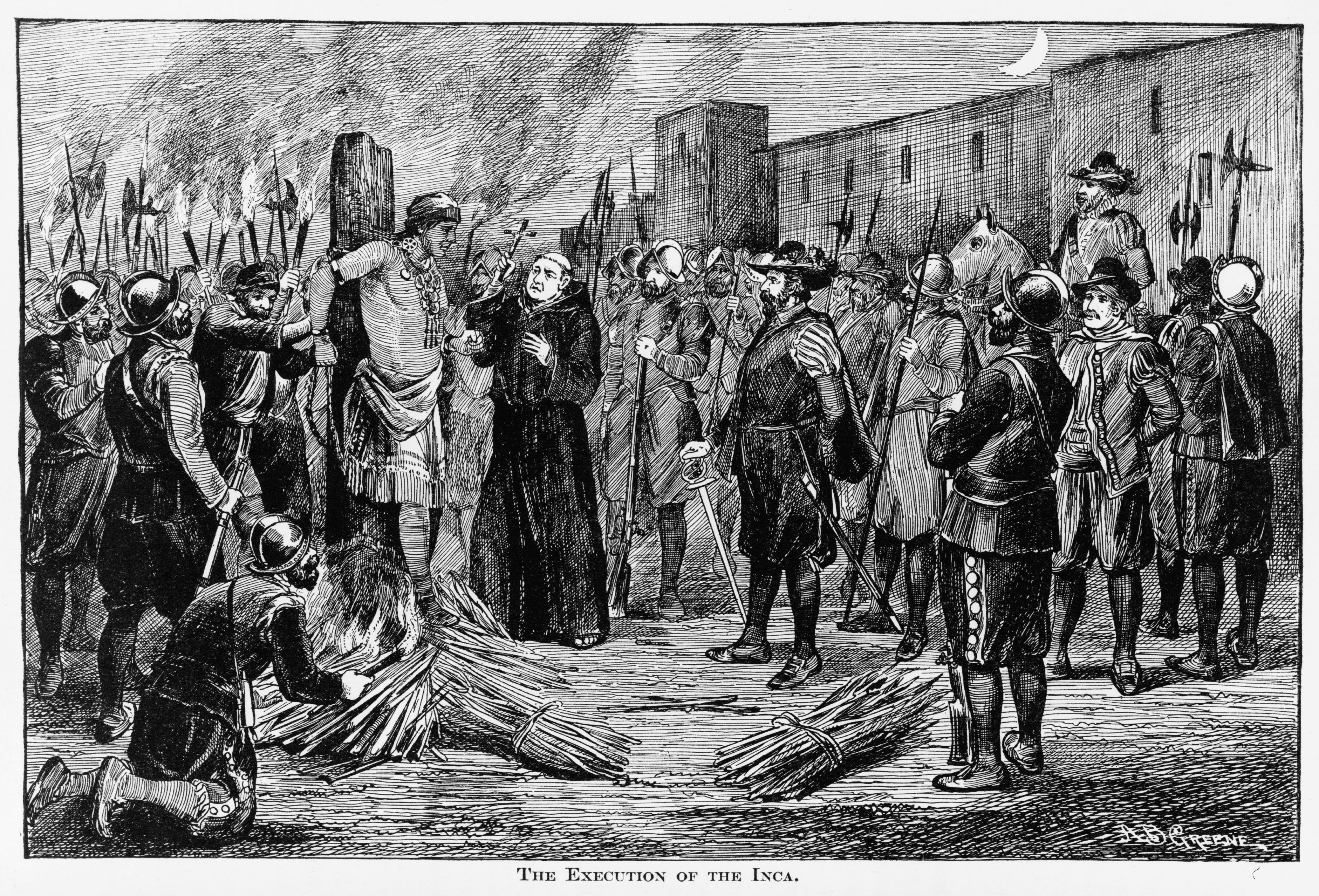
Fray Vicente Valverde bautiza al Inca Atahualpa, antes de ser ajusticiado por el asesinato de su hermano Huáscar.

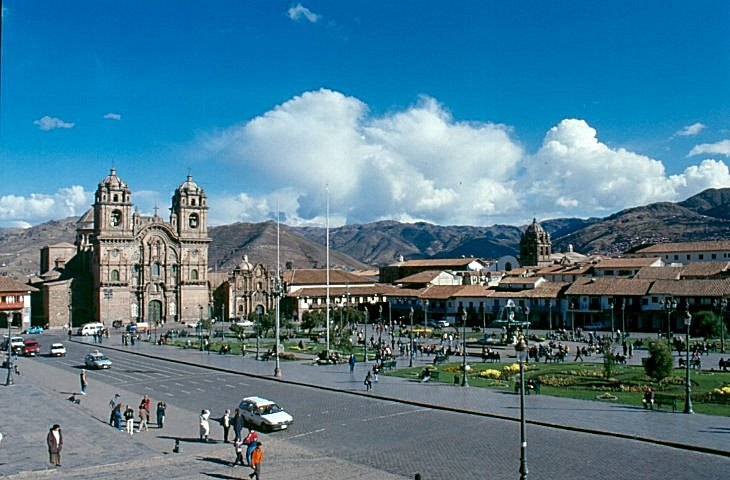
Plaza de Armas del Cuzco, donde los Valverde fueron la primera nobleza titulada.

Acompañó a su pariente Francisco Pizarro a la conquista del Perú, como capellán de la expedición, predicando el Evangelio, y bautizó al inca Atahualpa antes de ser ejecutado, y protagonizó el famoso episodio con la Biblia. Cuenta la leyenda, que Atahualpa escondió la mayor parte de su tesoro en algún lugar desconocido, pero nunca se ha encontrado, ni por los españoles ni por las generaciones posteriores. Ésta leyenda está recogida en un libro, del que existen muy pocos ejemplares, llamado El derrotero Valverde. El 16 de enero de 1533, el fraile Valverde ofició la primera misa en la recién fundada localidad de Tangarará, considerado el primer rito del cristianismo en la historia peruana y donde se edificó el primer templo cristiano en el país.
Cuando se instituyó la ciudad de Cuzco como sede del primer obispado de aquellos inmensos territorios, por el papa Paulo III en el consotorio celebrado en Roma el 13 de enero de 1536 y real cédula del 8 de enero de 1537, fue nombrado primer arzobispo el 8 de septiembre de 1538. Ese mismo año comenzaron las obras de la que sería catedral de Cuzco. El arzobispado de Cuzco se extendía desde la actual Nicaragua hasta Tierra de Fuego.
Vivió en Cuzco la mayor parte de su vida como arzobispo, residiendo en el palacio de los Marqueses de San Juan de Buenavista, uno de los edificios más notables de Cuzco y del Perú. En uno de sus viajes, cuando se dirigía a Centroamérica, fue capturado por un grupo de nativos de la isla Puná, donde le torturaron y dieron muerte por sus intentos de predicar el cristianismo.
En 1563, el Virrey del Perú, Diego López de Zúñiga y Velasco conde de Nieva, ordenó fundar la villa de Valverde, en honor a esta familia, pero a partir de 1640 pasó a llamarse Ica, nombre que conserva en la actualidad.

#### Libros y publicaciones
El padre Vicente Valverde, pionero de la evangelización del Perú https://salamancartvaldia.es/noticia/2016-01-06-el-padre-vicente-valverde-pionero-de-la-evangelizacion-del-peru-196728 Robert Apleton Company "Vicente de Valverde". Enciclopedia Católica. 1907. Edición en línea por Kevin Knight.
- Angles Vargas, Víctor (1983). Historia del Cusco (Cusco Colonial) Tomo II Libro Primero. Lima: Industrialgrafica S.A.
- Elenco de Grandezas y Títulos del Reino. Instituto Salazar y Castro.
- Diccionario Enciclopédico Hispano-Americano. Montaner y Simón, editores.
- Diccionario Hispanoamericano de Heráldica, Onomástica y Genealogía, de Endika Mogrobejo.
- Diccionario Español Acanomas.
- Secretaría de Estado de Cultura. Archivo General de la Nación (República Dominicana).